# Socorro (kommunhuvudort i Brasilien, São Paulo, Socorro)
Socorro är en kommunhuvudort i Brasilien.   Den ligger i kommunen Socorro och delstaten São Paulo, i den sydöstra delen av landet, 800 km söder om huvudstaden Brasília. Socorro ligger 766 meter över havet och antalet invånare är 24 272.
Terrängen runt Socorro är huvudsakligen kuperad, men den allra närmaste omgivningen är platt. Socorro ligger nere i en dal. Socorro är det största samhället i trakten.
Omgivningarna runt Socorro är huvudsakligen savann. Runt Socorro är det ganska tätbefolkat, med 70 invånare per kvadratkilometer.